# I Don't Wanna Wait
«I Don’t Wanna Wait» —en español: «No quiero esperar»— es una canción de la banda de pop estadounidense OneRepublic junto al DJ y productor francés David Guetta, lanzado el 12 de julio de 2024 como sencillo de su sexto álbum, Artificial Paradise a través de Warner Music Group y Parlophone Records en Reino Unido.

## Antecedentes y composición
La banda anunció en varios perfiles de sus redes que la canción se lanzará el 4 de abril de 2024. El líder de Guetta y OneRepublic, Ryan Tedder, construyó la canción en torno a la melodía de "Dragostea Din Tei" del grupo moldavo de Eurodance O-Zone, junto con Michael Pollack, Aldae, Brent Kutzle, Jakke Erixson, Josh Varnadore, Tyler Spry y Timofey Reznikov, mientras que Guetta, Kutzle, Spry, Erixson y Renizkov la produjeron.
"I Don't Wanna Wait" debutó durante el set de Guetta en el Ultra Music Festival en Miami el 23 de marzo de 2024, con Tedder uniéndose a él en el escenario para cantar la canción.

## Videoclip
El vídeo musical fue lanzado el 25 de abril de 2024.Incluye imágenes de la interpretación de Guetta de la canción en el Ultra Music Festival intercalado con una historia que muestra a una pareja en una salida nocturna.

## Posicionamiento en listas

### Semanales
| Listas (2024)                               | Mejor posición |
| ------------------------------------------- | -------------- |
| Australia (ARIA)                            | 57             |
| Australia Dance (ARIA)                      | 6              |
| Austria (Ö3 Austria Top 40)                 | 8              |
| Belarus Airplay (TopHit)                    | 15             |
| Bélgica (Flandes) (Ultratop 50)             | 10             |
| Bélgica (Valonia) (Ultratop 50)             | 4              |
| Bulgaria (PROPHON)                          | 4              |
| Canadá (Canadian Hot 100)                   | 27             |
| Canadá (CHR/Top 40)                         | 33             |
| CEI (Tophit)                                | 3              |
| República Checa (Rádio Top 100)             | 17             |
| República Checa (Singles Digitál Top 100)   | 19             |
| Denmark (Tracklisten)                       | 19             |
| Estonia Airplay (TopHit)                    | 4              |
| Finland (Suomen virallinen radiolista)      | 5              |
| France (SNEP)                               | 13             |
| Alemania (Offizielle Deutsche Charts)       | 10             |
| Global 200 (Billboard)                      | 29             |
| Greece International (IFPI)                 | 93             |
| Hungría (Dance Top 40)                      | 5              |
| Hungría (Rádiós Top 40)                     | 1              |
| Irlanda (IRMA)                              | 18             |
| Israel (Media Forest)                       | 2              |
| Italy (FIMI)                                | 70             |
| Japan Hot Overseas (Billboard Japan)        | 8              |
| Kazakhstan Airplay (TopHit)                 | 10             |
| Latvia Airplay (LAIPA)                      | 14             |
| Lithuania (AGATA)                           | 53             |
| Lithuania Airplay (TopHit)                  | 7              |
| Luxembourg (Billboard)                      | 5              |
| Moldova Airplay (TopHit)                    | 11             |
| Países Bajos (Dutch Top 40)                 | 6              |
| Países Bajos (Mega Single Top 100)          | 12             |
| New Zealand Hot Singles (RMNZ)              | 10             |
| Norway (VG-lista)                           | 19             |
| Poland (Polish Airplay Top 100)             | 10             |
| Poland (Polish Streaming Top 100)           | 41             |
| Portugal (AFP)                              | 65             |
| Rumania (Romania Radio Airplay)             | 3              |
| Russia Airplay (TopHit)                     | 6              |
| España (Top 100 Canciones)                  | 83             |
| Sweden (Sverigetopplistan)                  | 12             |
| Suiza (Schweizer Hitparade)                 | 7              |
| Turkey (Radiomonitor Türkiye)               | 1              |
| Ukraine Airplay (TopHit)                    | 45             |
| Reino Unido (UK Singles Chart)              | 19             |
| Reino Unido (UK Dance Chart)                | 1              |
| Estados Unidos (Billboard Hot 100)          | 96             |
| Estados Unidos (Adult Top 40)               | 19             |
| Estados Unidos (Hot Dance/Electronic Songs) | 4              |
| Estados Unidos (Mainstream Top 40)          | 36             |